# Yves Brouzet
Yves Brouzet (ur. 5 września 1948 w Béziers, zm. 9 maja 2003 w Grenoble) – francuski lekkoatleta, specjalizujący się w pchnięciu kulą, dwukrotny olimpijczyk.

## Kariera sportowa
Zajął 12. miejsce w pchnięciu kulą na mistrzostwach Europy w 1969 w Atenach, 4. miejsce w tej konkurencji na halowych mistrzostwach Europy w 1970 w Wiedniu, 8. miejsce na uniwersjadzie w 1970 w Turynie i 14. miejsce na halowych mistrzostwach Europy w 1971 w Sofii. Na mistrzostwach Europy w 1971 w Helsinkach zajął 8. miejsce.
Zdobył brązowy medal na igrzyskach śródziemnomorskich w 1971 w Izmirze. Zajął 5. miejsce na halowych mistrzostwach Europy w 1972 w Grenoble i 12. miejsce  na igrzyskach olimpijskich w 1972 w Monachium.
Zajął 6. miejsce na halowych mistrzostwach Europy w 1976 w Monachium. Odpadł w kwalifikacjach na igrzyskach olimpijskich w 1976 w Montrealu. Na halowych mistrzostwach Europy w 1981 w Grenoble zajął 11. miejsce, a na halowych mistrzostwach Europy w 1982 w Mediolanie 8. miejsce.
Był mistrzem Francji w pchnięciu kulą w 1972, 1973, 1975 i 1976, wicemistrzem w latach 1969–1971 i 1980–1982 oraz brązowym medalistą w 1979 i 1983. W hali był mistrzem Francji w tej konkurencji w latach 1972–1974, 1976, 1980 i 1982, wicemistrzem w 1975 i 1979 oraz brązowym medalistą w 1981.
Trzykrotnie poprawiał rekord Francji w pchnięciu kulą doprowadzając go do wyniku 20,20 m, uzyskanego 22 lipca 1972 w Colombes. Był to pierwszy rezultat reprezentanta Francji powyżej 20 metrów. Rekord ten został poprawiony dopiero w 2007 przez Yvesa Niaré.